# Kerem İnan
Kerem İnan (* 25. März 1980 in Istanbul) ist ein türkischer Fußballtorhüter. Er war um die Jahrtausendwende bei Galatasaray Istanbul der Ersatz von Cláudio Taffarel und erlebte während dieser Zeit die größten Vereinserfolge, den UEFA-Cup-Sieg in der Saison 1999/00 und den UEFA-Super-Cup-Sieg im Sommer 2000, mit. Da er Teil dieser aus Vereinssicht als legendär bezeichneten Mannschaft war, wird er aus Vereins- und Fanseite als wichtiger Spieler der Vereinshistorie angesehen.

## Karriere

### Verein
İnan begann mit dem Vereinsfußball in der Jugend von Galatasaray Istanbul. Hier erhielt er zur Saison 1998/99 einen Profivertrag, spielte aber weiterhin fast ausschließlich für die Reservemannschaft. Lediglich gegen Saisonende wurde er vom damaligen Trainer Fatih Terim während einer Pokalbegegnung eingesetzt und kam so zu seinem Debüt für die Profimannschaft. Die nächste Saison spielte er in der Hinrunde für die Reservemannschaft und wurde dann für die Rückrunde in den Profikader aufgenommen. Hier saß er als Ersatzkeeper auf der Ersatzbank und erlebte den UEFA-Cup-Sieg seiner Mannschaft. Zum Sommer 2000 verließ sein Förderer Terim den Verein und wurde durch den rumänischen Coach Mircea Lucescu ersetzt. Unter diesem Trainer blieb İnan Ersatzkeeper und gewann zum Auftakt für die Saison 2000/01 mit seiner Mannschaft den UEFA Super Cup. Die nachfolgenden beiden Spielzeiten kam er als Ersatzkeeper regelmäßig zu Pflichtspieleinsätzen. Zum Sommer 2003/04 übernahm Fatih Terim bei Galatasaray erneut das Traineramt. Für diese Saison wurde der deutsch-türkische Torwart Aykut Erçetin, mit welchem İnan bereits in der türkischen U-21-Nationalmannschaft konkurriert hatte, verpflichtet. Terim entschloss sich nach dem Saisonvorbereitungscamp dazu, einen dieser Torhüter abzugeben. Die Entscheidung fiel auf İnan.
Zur Saison 2003/04 gab Galatasaray İnan an den damaligen Erstligisten Çaykur Rizespor. Bei diesem Verein schaffte es İnan nicht, sich gegen die beiden anderen Torhüter Murat Yiğiter und Murat Şahin durchzusetzen. Er kam zwar auf immerhin sieben Erstligaspiele, konnte aber nicht der erste Torhüter werden. So trennte sich İnan bereits nach einem Jahr von Rizespor und heuerte beim Ligakonkurrenten Samsunspor an. Für diesen Verein spielte er die nächsten zweieinhalb Jahre und war über weite Strecken der erste Torwart. Mit dieser Mannschaft stieg er zum Sommer 2006 in die Zweitklassigkeit ab. Bereits nach einigen Wochen der Spielzeit 2006/07 wurde İnan aus dem Kader suspendiert und zum Verkauf ausgestellt. So wechselte er zum Drittligisten Beypazarı Şekerspor. Dieser Verein hatte gerade ein zahlungskräftiges Präsidium erhalten und kaufte für den Aufstieg mehrere gestandene Profis wie z. B. Sergen Yalçın, Ahmet Dursun, Ahmet Yıldırım, Tamer Tuna und Nuri Çolak. Nachdem zwei Spielzeiten hintereinander der Aufstieg in letzter Instanz gescheitert war, wurde das Vorhaben aufgegeben und die teuren Spieler verkauft.
So wechselte İnan im Sommer 2008/09 zum Zweitligisten Karşıyaka SK. In dieser Mannschaft eroberte er sich sofort einen Stammplatz und kam mit seiner Mannschaft bis ins Play-off-Finale der TFF 1. Lig. Hier verpasste man durch eine 1:2-Niederlage in der Verlängerung gegen Kasımpaşa Istanbul den Aufstieg in die Süper Lig. Zum Saisonende verließ er Karşıyaka und wechselte zum südtürkischen Zweitligisten Mersin İdman Yurdu. Hier spielte er als erster Torhüter zwei Spielzeiten. Zum Sommer 2010/11 stieg er mit dieser Mannschaft als Meister der TFF 1. Lig in die Süper Lig auf. Trotz dieses Erfolges wurde der auslaufende Vertrag von İnan nicht verlängert.
Nachdem İnan nach dem Abschied von Mersin İY eine Saison lang bei keinem Verein tätig war und dem Spielgeschehen fernblieb, wurde zum Ende der Sommertransferperiode 2012 sein Wechsel zum Zweitligisten Şanlıurfaspor bekanntgegeben.

### Nationalmannschaft
İnan spielte das erste Mal für die türkische Jugendnationalmannschaften, während einer U18-Begegnung gegen die Rumänische U-18. Insgesamt spielte er zweimal für die U-17- und achtmal für die U-18-Nationalmannschaft seines Landes.
Darüber hinaus absolvierte er in den Jahren 2000 und 2001 insgesamt 13 Länderspiele für die türkische U-21-Nationalmannschaft.

## Erfolge
- Mit Galatasaray Istanbul
  - Türkischer Meister (3): 1998/99, 1999/2000, 2001/02
  - Türkischer Pokalsieger (2): 1999, 2000
  - Başbakanlık Kupası (1): 1997
  - TSYD Kupası (3): 1997/98, 1998/99, 1999/00
  - UEFA-Cup-Sieger (1): 1999/00
  - UEFA-Super-Cup-Sieger (1): 2000
- Mit Mersin İdman Yurdu:
  - Meister der TFF 1. Lig (1): 2010/11
  - Aufstieg in die Süper Lig (1): 2010/11